# (7398) Walsh
(7398) Walsh es un asteroide perteneciente al cinturón de asteroides, región del sistema solar que se encuentra entre las órbitas de Marte y Júpiter.
Fue descubierto el 3 de noviembre de 1986 por Antonín Mrkos desde el Observatorio Kleť.

## Designación y nombre
Designado provisionalmente como 1986 VM, fue nombrado en honor de Martin F. Walsh (n. 1966) con motivo de su matrimonio con Aurélie Machon cerca de París el 6 de junio de 1998. Nombre sugerido por G.V. Williams, quien hizo las identificaciones de este objeto y conoce al novio desde hace más de 20 años.

## Características orbitales
Walsh está situado a una distancia media del Sol de 2,194 ua, pudiendo alejarse hasta 2,272 ua y acercarse hasta 2,116 ua. Su excentricidad es 0,035 y la inclinación orbital 4,873 grados. Emplea 1186,81 días en completar una órbita alrededor del Sol.

## Características físicas
La magnitud absoluta de Walsh es 14,46. Tiene 3,437 km de diámetro y su albedo se estima en 0,342.